# August Hirt
August Hirt (ur. 28 kwietnia 1898 w Mannheim, zm. 2 czerwca 1945) – niemiecki lekarz-anatom, SS-Hauptsturmführer, w okresie II wojny światowej dyrektor Instytutu Anatomii  wydziału lekarskiego w Strasburgu, odpowiedzialny za zamordowanie ponad stu osób.
W czasie II wojny światowej na bezpośrednie polecenie ministerstwa spraw wewnętrznych Heinricha Himmlera, przy współpracy z organizacją badawczą Ahnenerbe, organizował akcję gromadzenia kolekcji czaszek i szkieletów więźniów różnych typów antropologicznych, wieku i płci. W 1943 roku 29 kobiet i 57 mężczyzn (więźniów Auschwitz-Birkenau) zostało wyselekcjonowanych przez Bruno Begera, przewiezionych do KL Natzweiler-Struthof w Alzacji i uśmierconych. Więźniowie zostali zagazowani 17 i 19 sierpnia w specjalnie przygotowanej do tego celu komorze gazowej, pod nadzorem Josefa Kramera, a ciała przekazano do badań Augusta Hirta. 86 poćwiartowanych, zatopionych w formalinie i okaleczonych w celu uniemożliwienia identyfikacji ciał odnaleźli w podziemiach Instytutu Anatomii 1 grudnia 1944 roku wyzwalający miasto alianci. Po wojnie August Hirt zaprzeczał udziałowi w prowadzeniu badań w zakresie tzw. anatomii rasowej. Zmarł śmiercią samobójczą 2 czerwca 1945 roku.
Na temat akcji tworzenia kolekcji szkieletów przez dr Augusta Hirta powstał w 2013 roku film dokumentalny produkcji francuskiej pt. Au nom de la race et de la science. Strasbourg 1941–1944.
Oprócz tego Hirt kierując nazwaną od jego nazwiska „Stacją H” (Abteilung H) wypróbowywał metody leczenia zatrucia fosgenem i iperytem. W tym celu uprzednio zatruwał nimi wytypowanych więźniów (część z nich zmarła). Pomagał również w testowaniu szczepionek przeciwdurowych prof. Eugeniusza Haagena zawierających osłabione, lecz nadal żywe riketsje (również spowodowały zgon części badanych więźniów, wyniszczonych warunkami obozowymi, a zatem pozbawionych naturalnych sił obronnych).